# Байкент (сельский округ)
Cельский округ Байкент (каз. Байкент ауылдық округі; до 2024 года — Чапаевский сельский округ) — административная единица третьего уровня в Илийском районе Алматинской области. Административным центром является село Байкент.
В 2024 году Чапаевский сельский округ был переименован в сельский округ Байкент, а его центр, село Чапаево — в село Байкент.
Так же на территории округа расположены 4 садоводческих товарищества:
- «Черемушки»
- «Дружба»
- «Коктем»
- «Виктория»

Население на 2016 год — 9026 человека

## Предприятия
На территории округа находятся 3 предприятия по производству мяса птицы и яиц:
- «Компания Сарыбулак»
- «Алатау кус»[4]
- Филиал АО «Алель-Агро»

На данный момент в округе числится 27 крестьянских хозяйств, из них действующих — 25, одно предприятие по переработке сельскохозяйственного сырья, и одна пекарня.
В округе функционирует более 60 магазинов, 3 АЗС, 6 пунктов общественного питания, 1 пекарня, 9 парикмахерских, 1 теле-радио ремонтная мастерская, 5 аптек, 2 вулканизации, 1- мастерская по ремонту холодильных установок, 3 СТО, 3 частных стоматологических кабинетов, 1 частный нотариус.

## Учреждения
- Средняя школа № 10
- детский сад «Гнездышко»
- Детский сад «Нур Арай»
- пункт «скорой медицинской помощи»
- районный дом культуры
- сельская библиотека
- детский дворовый клуб «Балауса»
- Средняя школа № 45